# Anna Wood (actriz)
Anna Elizabeth Wood (Mount Airy, Carolina del Norte; 30 de diciembre de 1985) es una actriz estadounidense.
Es conocida por su papel recurrente en Deception por haber protagonizado bajo el papel de la abogada Jamie Sawyer la serie Reckless. También hizo de "The Woman In Red" en la serie Falling Water.

## Vida personal
Anna Wood se casó con el actor Dane DeHaan el 30 de junio de 2012 en Blue Ridge Mountains, Virginia. Se conocieron en Carolina del Norte en secundaria y comenzaron una relación en 2006. Viven en Williamsburg, Brooklyn. 
Wood anunció su embarazo el 28 de noviembre de 2016. El 2 de abril de 2017, Anna y Dane anunciaron el nacimiento de su primer hijo, una niña llamada Bowie Rose DeHaan. En diciembre de 2019 se anunció que la pareja estaba esperando un segundo hijo. Su segundo hijo, Bert Apollo, nació en mayo de 2020.

## Filmografía

### Películas
| Año  | Título                                                                   | Papel             | Notas        |
| ---- | ------------------------------------------------------------------------ | ----------------- | ------------ |
| 2010 | Nice Guy Johnny                                                          | Claire            |              |
| 2010 | Delusions of Love: A Case Study in Jealousy and 19th Century Formal Wear | Joanne            | Cortometraje |
| 2010 | The Layla Project                                                        | Jackie            | Cortometraje |
| 2011 | Negative Space                                                           | Elizabeth Axelrod |              |
| 2012 | Chronicle                                                                | Monica            |              |

### Televisión
| Año  | Título             | Papel                   | Notas                        |
| ---- | ------------------ | ----------------------- | ---------------------------- |
| 2009 | Cold Case          | Kristi Duren '86        | Temporada 7, episodio 6      |
| 2009 | Royal Pains        | Ana                     | Temporada 1, episodio 10     |
| 2010 | Brothers & Sisters | Joven Sarah Walker      | Temporada 4, episodio 18     |
| 2012 | Mad Men            | Janet "Lakshmi" Bennett | Episodio: Christmas Waltz    |
| 2012 | NCIS: Los Angeles  | House Sitter            | Temporada 3, episodio 20     |
| 2012 | House of Lies      | Courtney Pelios         | Temporada 1, episodio 11     |
| 2013 | Trooper            | Dakota                  | Película de televisión       |
| 2013 | Deception          | Nichole Frishette       | 6 episodios                  |
| 2014 | Reckless           | Jamie Sawyer            | Serie de televisión          |
| 2014 | Madam Secretary    | Oficial Sarah Eckhart   | 2 episodios                  |
| 2015 | The Following      | Julianne                | Temporada 3, episodios 3 y 5 |
| 2016 | The Good Wife      | Kristen Balko           | Temporada 7, episodio 6      |
| 2016 | Falling Water      | The Woman in Red        | Piloto                       |